# LY-339,434
LY-339,434 je agonist kainatnog receptora